# Tom Wilmersdörffer
Tom Wilmersdörffer (* 1990 in München) ist ein deutscher Regisseur und Sänger.

## Biografie
Tom Wilmersdörffer studierte Konzert- und Operngesang an der Hochschule für Musik Freiburg und an der University of Toronto. An der Ludwig-Maximilians-Universität München studierte er Betriebswirtschaftslehre. Er ist Stipendiat für Kunst und neue Medien der Landeshauptstadt München, Stipendiat der Baden-Württemberg Stiftung, wird gefördert durch den Fonds Darstellende Künste und ist Concerto21-Akademist der Alfred-Toepfer-Stiftung.
Er initiierte das Hidalgo Festival für junge Klassik in München, das seit 2018 laut dem Klassik-Magazin Crescendo „zu den spannendsten jungen und innovativen Klassikfestivals mit Schwerpunkt Lied weltweit“ zählt. Wilmersdörffer ist Co-Geschäftsführer, Künstlerischer Leiter und seit Anfang 2022 Leiter des neu organisierten Künstler-Kollektivs des Hidalgo.
Zahlreiche seiner Inszenierungen, in denen der Regisseur oft das Kunstlied mit anderen Sparten wie Poetry Slam, Tanz und Theater sowie bildender und digitaler Kunst verbindet, fanden überregional Beachtung. Der Hidalgo Box-Salon, ein Musiktheater mit Lied und Boxsportlern, wurde nach der Premiere 2020 in München zum ID Festival Berlin, zur Reihe Kammermusik Plus der Stadt Lahr/Schwarzwald sowie ans Staatstheater Augsburg zum dortigen Mozartfest eingeladen. In der Produktion Hidalgo Rape & Culture thematisierte Wilmersdörffer 2021 sexualisierte Gewalt in der Klassikszene mit Liedern, Sounddesign, Tanz-Choreografie und Interviews von Betroffenen, die Aufführung erregte bundesweites Medieninteresse.
Für die Pinakothek der Moderne und das Kunstareal München inszenierte Wilmersdörffer 2022 eine vierteilige Installation zum Thema Freiheit. Am Münchner Residenztheater inszenierte er 2023 mit dem Hidalgo Kollektiv die performative Installation Eine Neue Sinnlichkeit über eine Zukunft, in der Digitalität und physische Existenz zu einem höheren Dasein verschmelzen. Seine Inszenierung HIDALGO Song & Slam, in der er Kunstlieder von Robert Schumann mit feministischer Slam-Poetry und Inhalten der Pick-Up-Szene zu einem Abend über Geschlechterbilder verband, gastierte 2024 beim Kurt-Weill-Fest in Dessau.
Neben seiner Tätigkeit als Regisseur tritt Wilmersdörffer unter seinem Künstlernamen Tom Amir auch als Bariton in Opern und Konzerten auf.

## Auszeichnungen
- Projektstipendium Junge Kunst / Neue Medien für Musik der Landeshauptstadt München (Regie für Hidalgo Scrollen in Tiefsee)[12]